# جام حذفی فوتبال ایران ۶۸–۱۳۶۷
جام حذفی ۶۸–۱۳۶۷ پنجمین دورهٔ جام حذفی فوتبال ایران بود که در سال ۱۳۶۸ با قهرمانی شاهین اهواز به پایان رسید.
تیم شاهین اهواز در مجموع دو بازی رفت و برگشت در فینال با پیروزی در برابر تیم ملوان بندر انزلی برای اولین بار قهرمان شد و به مسابقات جام باشگاه‌های آسیا ۹۰–۱۹۸۹ راه یافت.

## نتایج
مرحله یک شانزدهم نهایی
| تاریخ                                      | میزبان        | نتیجه | میهمان        | توضیحات |
| 14 آذر 1367                                | آرش میناب     | 3-0   | استقلال تهران |         |
| 29 آذر 1367                                | استقلال تهران | 0-7   | آرش میناب     |         |
| استقلال تهران در مجموع ۱۰ بر صفر صعود کرد. |               |       |               |         |

مرحله یک هشتم نهایی
| تاریخ                                    | میزبان            | نتیجه | میهمان            | توضیحات             |
|                                          | شاهین اهواز       | ۳ - ۰ | تراکتورسازی تبریز |                     |
| ۱۶ دی ۱۳۶۷                               | تراکتورسازی تبریز | ۲ - ۱ | شاهین اهواز       | وزشگاه شیرودی تهران |
| شاهین اهواز در مجموع ۴ به ۲ صعود کرد.    |                   |       |                   |                     |
| ۸ دی ۱۳۶۷                                | استقلال تهران     | ۲ - ۱ | ایران‌جوان بوشهر   |                     |
| ۱۶ دی ۱۳۶۷                               | ایران‌جوان بوشهر   | ۰ - ۳ | استقلال تهران     | رای کمیته انضباطی   |
| استقلال تهران در مجموع ۵ به ۱ صعود کرد.  |                   |       |                   |                     |
|                                          | شهرداری کرمان     | ۰ - ۴ | پیروزی تهران      |                     |
| ۷ بهمن ۱۳۶۷                              | پیروزی تهران      | ۲ - ۰ | شهرداری کرمان     |                     |
| پیروزی تهران در مجموع ۶ به صفر صعود کرد. |                   |       |                   |                     |

مرحله یک چهارم نهایی
| تاریخ                                         | میزبان        | نتیجه | میهمان       | توضیحات |
| ۱۹ اسفند ۱۳۶۷                                 | استقلال تهران | ۰ - ۰ | پیروزی تهران |         |
| پیروزی تهران در ضربات پنالتی ۴ بر ۲ صعود کرد. |               |       |              |         |

مرحله نیمه نهایی
| تاریخ                                 | میزبان       | نتیجه | میهمان       | توضیحات      |
| ۲۷ اسفند ۱۳۶۷                         | شاهین اهواز  | ۳ - ۱ | پیروزی تهران |              |
| ۱۱ فروردین ۱۳۶۸                       | پیروزی تهران | ۱ - ۰ | شاهین اهواز  |              |
| شاهین اهواز در مجموع ۳ به ۲ صعود کرد. |              |       |              |              |
| ملوان انزلی                           | ملوان انزلی  | -     | دارایی تهران | دارایی تهران |

فینال
| تاریخ                                          | میزبان      | نتیجه | میهمان      | توضیحات              |
| ۱۴ فروردین ۱۳۶۸                                | ملوان انزلی | ۳ - ۱ | شاهین اهواز | ورزشگاه تختی (انزلی) |
| ۱۸ فروردین ۱۳۶۸                                | شاهین اهواز | ۴ - ۰ | ملوان انزلی | ورزشگاه فراز (اهواز) |
| شاهین اهواز در مجموع ۵ به ۳ پیروز و قهرمان شد. |             |       |             |                      |

بازیکنان شاهین: منوچهر نادری، صادق سرخی، کوروش بختیاری زاده، جهانبخش داراب پور، مسعود نوروزی، قاسم شوشی، نصیر طالبی، سیاوش بختیاری زاده (کاپیتان)، فرزاد آهک پور، نعیم عبادیان و حمید امیریان 
سرمربی شاهین: مجید باقری نیا 
سرمربی ملوان: بهمن صالح نیا 
▪︎شاهین اهواز که بازی رفت فینال را با نتیجه سه بر یک به ملوان انزلی باخته بود، برای قهرمانی نیاز به کسب پیروزی دو بر صفر در استادیوم تختی اهواز داشت. در روزی که استادیوم تختی لبریز از جمعیت بود، شاهین اهواز در همان دقایق ابتدایی بازی دو گل به ملوان انزلی زد و در نیمه دوم تعداد گل ها را به عدد 4 رساند تا با پیروزی چهار بر صفر فاتح جام حذفی فوتبال ایران شود.

## قهرمان
| قهرمان جام حذفی ایران ۶۸–۱۳۶۷ |
| ----------------------------- |
| شاهین اهواز                   |
| اولین قهرمانی                 |